# Bulbophyllum concolor
Bulbophyllum concolor là một loài phong lan thuộc chi Bulbophyllum.